# Кемекс

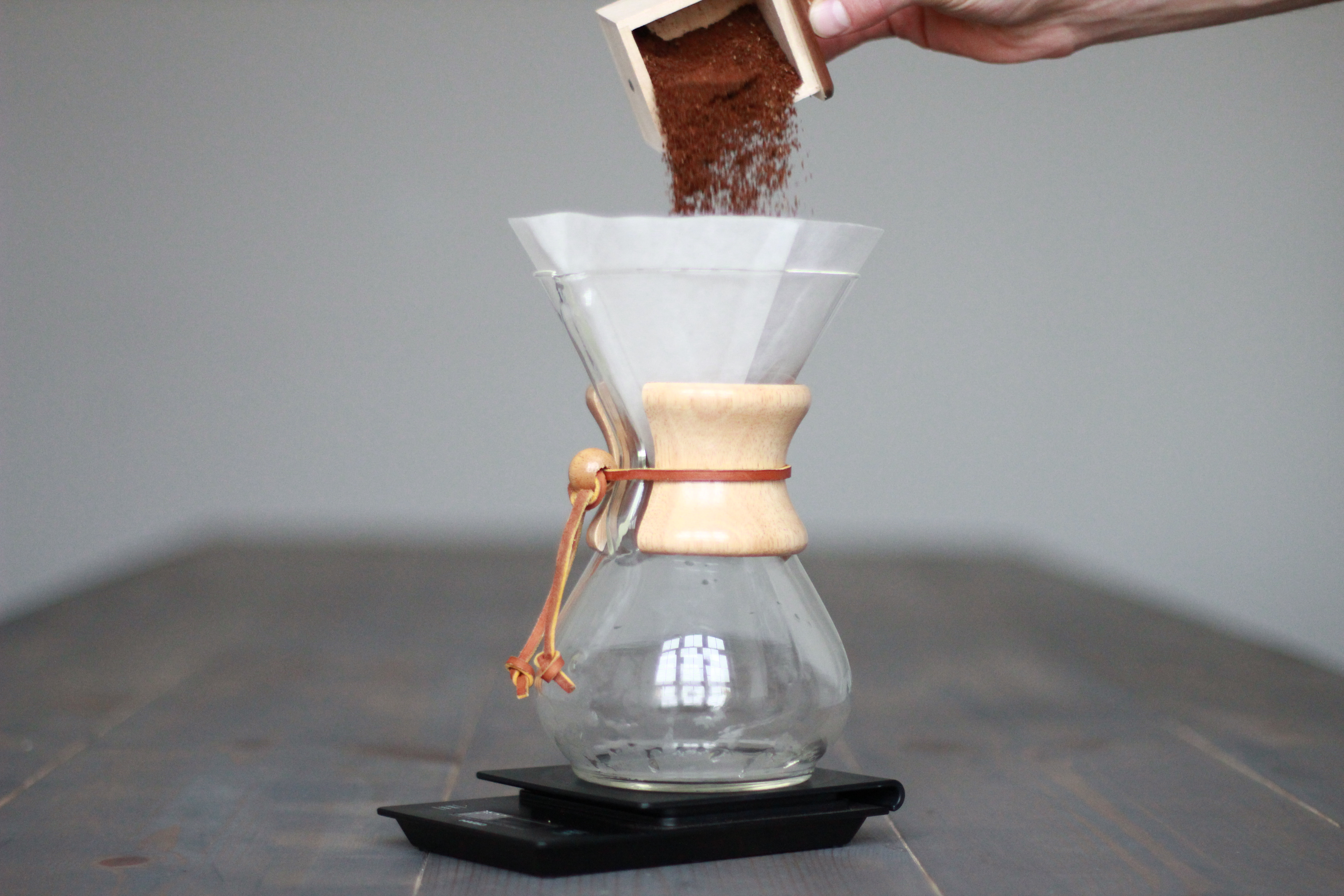

Ке́мекс (англ. Chemex) — альтернативний пристрій для заварювання фільтр-кави, являє собою скляну ємність, що за формою нагадує пісочний годинник. Також так називають метод заварювання кави за допомогою цього пристрою.

## Історія
Цей метод заварювання кави винайшов німецький хімік Пітер Шлюмбом (англ. Peter Schlumbohm) в 1941 році. Він придумав посудину, візуально трохи схожу на декантер для вина. Він поєднав ободом з дерева та шкіри скляну колбу Ерленмеєра і лабораторну скляну лійку. Пізніше вчений заснував компанію Chemex Corporation [Архівовано 2 листопада 2020 у Wayback Machine.], яка займалася їх виготовленням
Прилад став популярним через свій цікавий та незвичний дизайн. Кемекс був визнаний видатним предметом американського дизайну та з 1944 року виставляється в Нью-Йоркському музеї сучасного мистецтва.

## Процес приготування
Готувати каву в кемексі на перший погляд доволі просто — спочатку колба з фільтром змочуються водою, в нього засипається кава і тонкою цівкою проливається гаряча вода протягом 3-4 хвилин. Проте варто враховувати деякі нюанси. Воду варто використовувати 88-94°C, паперовий фільтр обов'язково треба змочити водою, аби позбутися паперового присмаку та підігріти посуд. Після цю воду варто вилити, засипати до фільтру зерно грубого помолу та поступово вливати воду до кемексу.

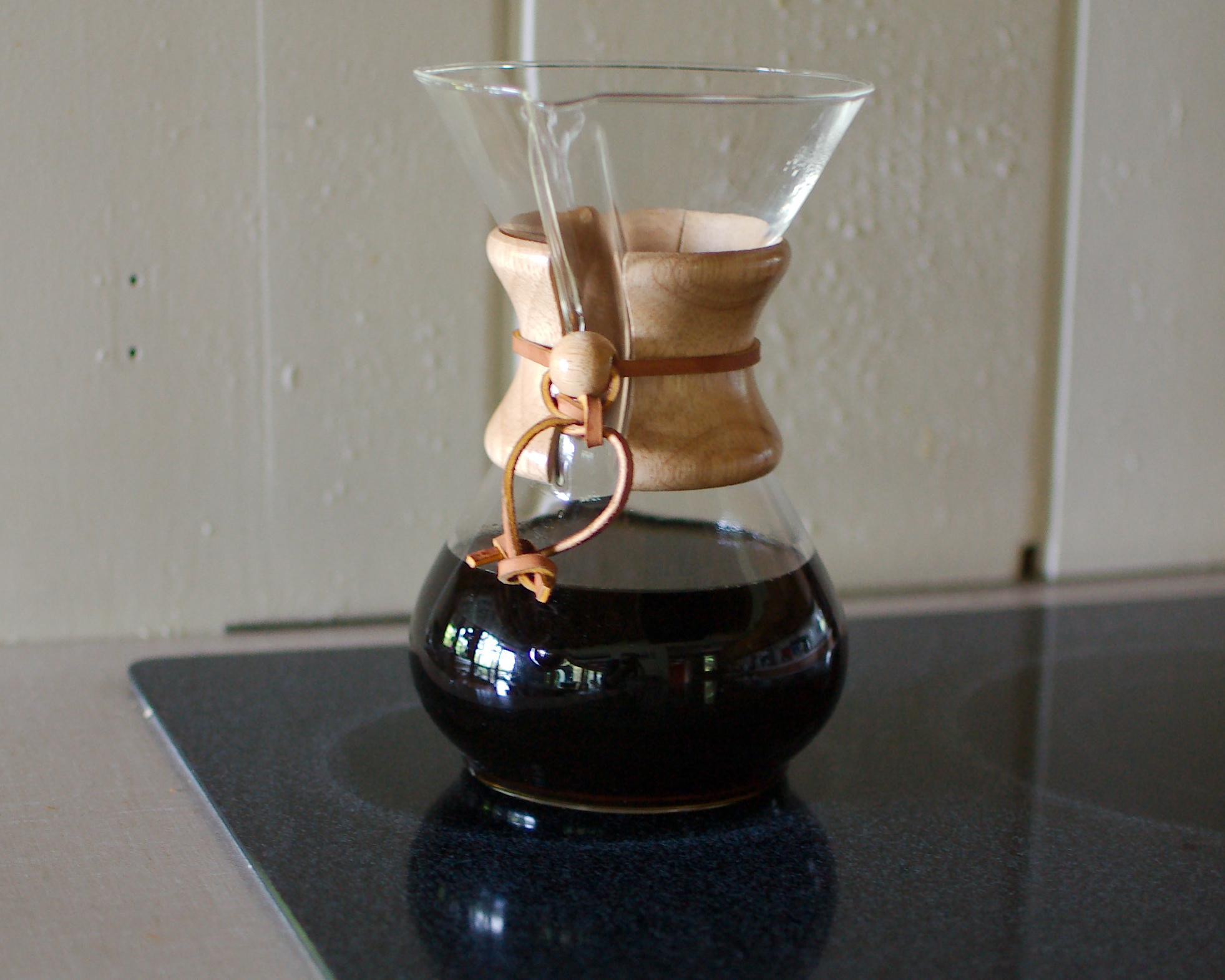

Вода в свою чергу заливається в кілька етапів: спершу проводиться попереднє змочування мелених кавових зерен, потім тонким струменем повільно заливається решта обсягу води і забирається паперовий фільтр. Процедура приготування зазвичай займає близько 4 хвилин.
Спрощена інструкція до Кемексу 
1. Зважте 20-30 г кавових зерен і змеліть до розміру, схожого на морську сіль.
2. Підготуйте фільтр та змочіть його та кемекс-посудину гарячою водою.
3. Злийте воду з кемексу та насипте мелену каву у фільтр.
4. Налийте 50 мл гарячої води по спіралі від центру і почекайте до 1 хвилини.
5. Повторіть процедуру вливання ще декілька разів, приблизно по 200 мл впродовж 3 хвилин.

## Смак
Кемекс має виражену кислинку в смаку, адже такий метод гарно розкриває кавові кислоти. Він не надто інтенсивний, на відміну від V60 чи аеропресу. Кемекс виходить ніжним та легким, не дуже міцним, проте з глибоким ароматом.